# Kristýna Boulová
Kristýna Boulová (née Pastulová le 22 octobre 1985 à Litomerice) est une joueuse tchèque de volley-ball. Elle mesure 1,97 m et joue au poste de centrale. Elle totalise 42 sélections en équipe de République tchèque. Elle est mariée au volleyeur tchèque Ondřej Boula.

## Clubs
| Club                    | De        | À         |
| ----------------------- | --------- | --------- |
| Slavia Pilsen           | 1997-1998 | 2002-2003 |
| PVK Olymp Prague        | 2003-2004 | 2006-2007 |
| SVS Post Schwechat      | 2007-2008 | 2009-2010 |
| PVK Přerov              | 2010-2011 | 2010-2011 |
| İqtisadçı VK            | 2011-2012 | 2011-2012 |
| Puntotel Sala Consilina | 2012-2013 | 2012-2013 |
| Khara Morin             | 2013-2014 | 2013-2014 |
| Volley Top Luzern       | 2016-2017 | 2016-2017 |
| VK Královo Pole         | 2017-2018 | 2017-2018 |
| Volejbal Brno           | 2018-2019 | …         |

## Palmarès

### Équipe nationale
- Ligue européenne
  - Vainqueur : 2012.

### Clubs
- Championnat de République tchèque
  - Vainqueur : 2005.
- Championnat d'Autriche
  - Vainqueur : 2008, 2009, 2010.